# 欧邦
欧邦（法語：Hauban，法語發音：[obɑ̃]）是法国上比利牛斯省的一个市镇，属于巴涅尔德比戈尔区。

## 地理
欧邦（43°5'37"N, 0°9'46"E）面积2.14 平方千米，位于法国奧克西塔尼大區上比利牛斯省，该省份为法国西南部内陆省份，北至热尔省，西接大西洋比利牛斯省，南与西班牙接壤，东临上加龙省。
与欧邦接壤的市镇（或旧市镇、城区）包括：奥里尼亚克、巴涅尔德比戈尔、梅里约、奥尔迪藏、普扎克。

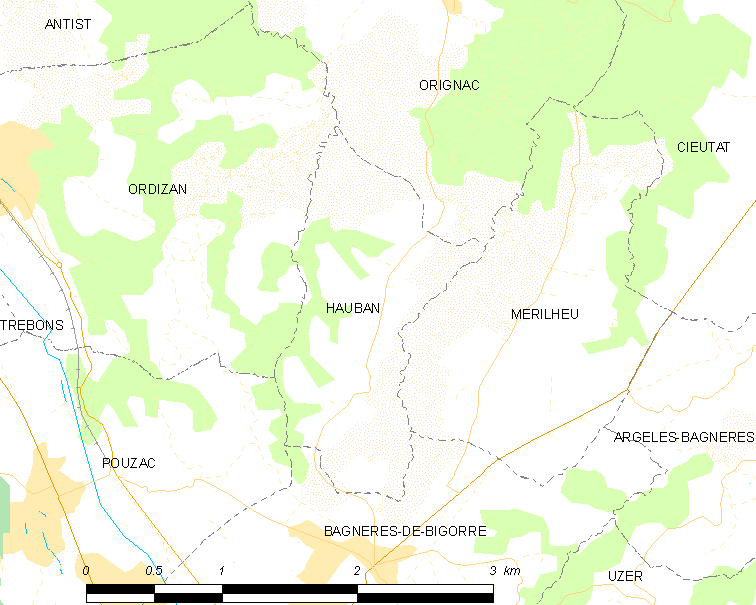
欧邦的OSM定位图

欧邦的时区为UTC+01:00、UTC+02:00（夏令时）。

## 行政
欧邦的邮政编码为65200，INSEE市镇编码为65216。

## 政治
欧邦所属的省级选区为阿罗斯河与巴伊斯河谷县。

## 人口

1962-2008年间欧邦人口变化图示

欧邦于2022年1月1日时的人口数量为96人。